# ニュースな日曜日
『ニュースな日曜日』（ニュースなにちようび）は、2003年4月6日から2006年3月26日まで中部日本放送（CBC）で放送された報道番組・情報番組。放送時間は毎週日曜9:54 - 11:30（JST）。

## 概要
当番組が放送されるまでは、『サンデードラゴンズ』(以下、サンドラと記す) (10:00 - 10:30)を単独番組として放送した後、『スパスパ人間学!』(10:30 - 11:30、TBS制作)などのバラエティ番組を放送されていたが、前述のサンドラを内包して、日曜の午前ローカルワイド番組としてスタートした。メインキャスターにはフリーアナウンサーの木場弘子が起用。主に週刊のローカルニュースサマリーとしての放送をしていた点が他の在名局週末情報番組と異なる。なお「サンデードラゴンズ」は番組終盤に放送されていた。
土曜に放送されていた東海テレビ「スーパーサタデー」とは異なり、こちらはあくまでローカルニュースとしての週間サマリー番組であった。
後に、視聴率が低迷したことを受け、2006年3月26日の放送分を以て終了。
番組の終了後、当該枠では替わってTBS製作の『サンデー・ジャポン』の同時ネットを開始し、CBCはこの時間帯の自社制作番組から撤退した。なお当番組放送中も、重大ニュースの際はサンジャポの一部を当番組枠内で臨時ネットしたことはある。

## 出演者
- 木場弘子 - メインキャスターを担当。
- 宮部和裕（CBCアナウンサー） - サブキャスターを担当。
- 青木まな（CBCアナウンサー） - サブキャスターを担当。

## 主なコーナー
- チーム・マイナス6％
- ニュースな特集
- サンドラ
- お届け＼(^o^)／
- ロハス
- たのみcom